# Esches
Pour les articles homonymes, voir Esches (homonymie).
Esches est une commune française située dans le département de l'Oise, en région Hauts-de-France.

## Géographie

### Description
Esches et un bourg périurbain du Pays de Thelle, au sud-est du Pays de Nacre dans l'Oise, limitrophe à l'est de Méru et situé à 42 km au nord-ouest de Paris, 28 km au nord-est de Magny-en-Vexin ou de Gisors, 23 km au sud de Beauvais et 23 kù à l'ouest de Creil.
Le bourg est structuré le long de l'ancienne route nationale 323 (actuelle RD 923) qui relie Chambly (Oise) à Gisors. Le sud-ouest du territoire communal est tangenté par l'Autoroute A16 dont la sortie Amblainville dessert la commune.
En 1837, Louis Graves indiquait « Le territoire fort allongé du nord au midi, est traversé par un large ravin qui descend jusqu'au ruisseau de Méri. Le chef-lieu 
placé au bas dé ce ravin, ne comprend qu'un petit nombre de maisons mêlées  de jardins et de plantations ».

### Communes limitrophes
La commune est limitrophe de Méru, Amblainville, Bornel, Mortefontaine-en-Thelle, Andeville.
| Andeville    | Mortefontaine-en-Thelle |        |
| Méru         | Esches                  |        |
| Amblainville |                         | Bornel |

### Hydrographie
La commune est située dans le bassin Seine-Normandie. Elle est drainée par l'Esches et le cours d'eau 01 de la Chenevière,,.
L'Esches, d'une longueur de 20 km, prend sa source dans la commune de Méru et se jette  dans l'Oise à Persan, après avoir traversé six communes. Les caractéristiques hydrologiques de l'Esches sont données par la station hydrologique située sur la commune de Bornel. Le débit moyen mensuel est de 0,66 m3/s. Le débit moyen journalier maximum est de 4,05 m3/s, atteint lors de la crue du 7 juillet 2001. Le débit instantané maximal est quant à lui de 7,51 m3/s, atteint le même jour.

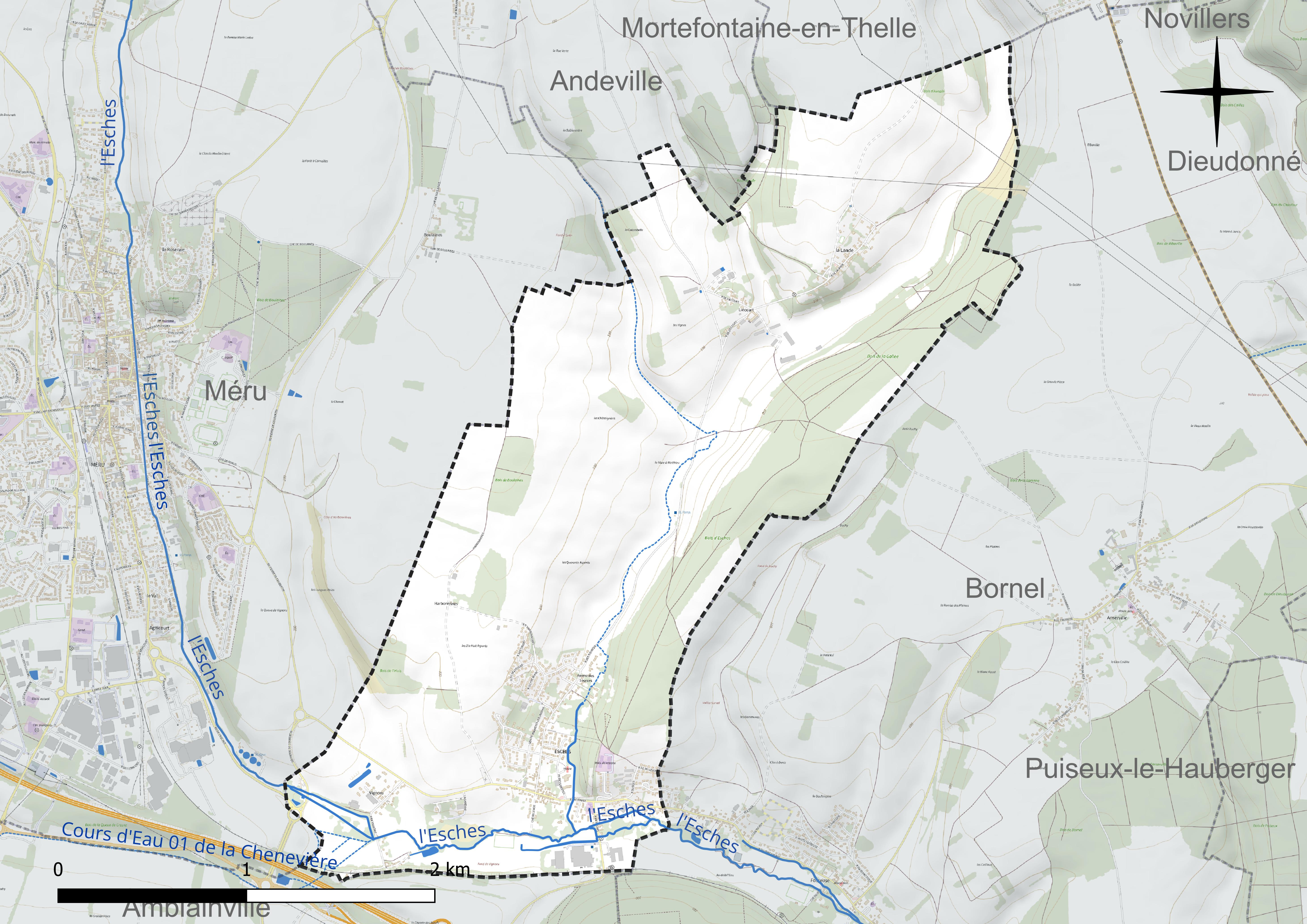
Réseau hydrographique d'Esches.

### Climat
Pour des articles plus généraux, voir Climat des Hauts-de-France et Climat de l'Oise.
En 2010, le climat de la commune est de type climat océanique dégradé des plaines du Centre et du Nord, selon une étude du CNRS s'appuyant sur une série de données couvrant la période 1971-2000. En 2020, Météo-France publie une typologie des climats de la France métropolitaine dans laquelle la commune est exposée à un climat océanique et est dans la région climatique  Sud-ouest du bassin Parisien, caractérisée par une faible pluviométrie, notamment au printemps (120 à 150 mm) et un hiver froid (3,5 °C). 
Pour la période 1971-2000, la température annuelle moyenne est de 10,7 °C, avec une amplitude thermique annuelle de 14,5 °C. Le cumul annuel moyen de précipitations est de 682 mm, avec 11,1 jours de précipitations en janvier et 7,9 jours en juillet. Pour la période 1991-2020, la température moyenne annuelle observée sur la station météorologique la plus proche, située sur la commune de Boissy-l'Aillerie à 19 km à vol d'oiseau, est de 11,2 °C et le cumul annuel moyen de précipitations est de 635,8 mm,. Pour l'avenir, les paramètres climatiques de la commune estimés pour 2050 selon différents scénarios d'émission de gaz à effet de serre sont consultables sur un site dédié publié par Météo-France en novembre 2022.

## Urbanisme

### Typologie
Au 1er janvier 2024, Esches est catégorisée bourg rural, selon la nouvelle grille communale de densité à sept niveaux définie par l'Insee en 2022.
Elle est située hors unité urbaine. Par ailleurs la commune fait partie de l'aire d'attraction de Paris, dont elle est une commune de la couronne,. 

### Occupation des sols
L'occupation des sols de la commune, telle qu'elle ressort de la base de données européenne d'occupation biophysique des sols Corine Land Cover (CLC), est marquée par l'importance des territoires agricoles (73,5 % en 2018), en diminution par rapport à 1990 (74,9 %). La répartition détaillée en 2018 est la suivante : 
terres arables (64,4 %), forêts (19,2 %), zones urbanisées (7,3 %), prairies (4,9 %), zones agricoles hétérogènes (4,2 %), zones industrielles ou commerciales et réseaux de communication (0,1 %). L'évolution de l'occupation des sols de la commune et de ses infrastructures peut être observée sur les différentes représentations cartographiques du territoire : la carte de Cassini (XVIIIe siècle), la carte d'état-major (1820-1866) et les cartes ou photos aériennes de l'IGN pour la période actuelle (1950 à aujourd'hui).

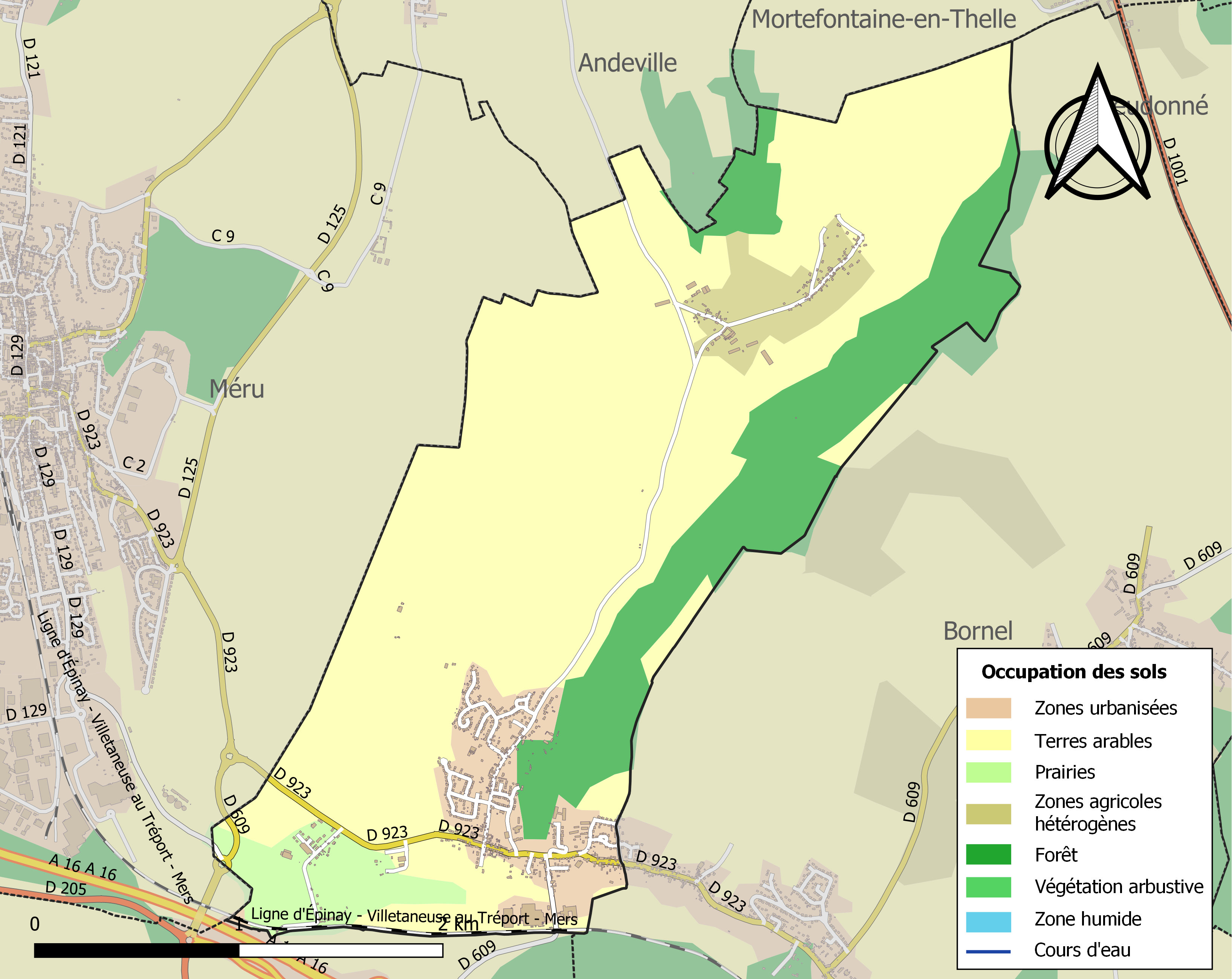
Carte des infrastructures et de l'occupation des sols de la commune en 2018 (CLC).

### Lieux-dits, hameaux et écarts
Les hameaux d'Esches sont : Liécourt, Lalande, Harbonnières et Vignoru.

### Habitat et logement
En 2019, le nombre total de logements dans la commune était de 554, alors qu'il était de 495 en 2014 et de 432 en 2009.
Parmi ces logements, 95,1 % étaient des résidences principales, 1,8 % des résidences secondaires et 3,1 % des logements vacants. Ces logements étaient pour 91,3 % d'entre eux des maisons individuelles et pour 8,3 % des appartements.
Le tableau ci-dessous présente la typologie des logements à Esches en 2019 en comparaison avec celle de l'Oise et de la France entière. Une caractéristique marquante du parc de logements est ainsi une proportion de résidences secondaires et logements occasionnels (1,8 %) inférieure à celle du département (2,4 %) mais supérieure à celle de la France entière (9,7 %). Concernant le statut d'occupation de ces logements, 87,7 % des habitants de la commune sont propriétaires de leur logement (87,1 % en 2014), contre 61,4 % pour l'Oise et 57,5 pour la France entière.
| Typologie                                               | Esches | Oise | France entière |
| ------------------------------------------------------- | ------ | ---- | -------------- |
| Résidences principales (en %)                           | 95,1   | 90,4 | 82,1           |
| Résidences secondaires et logements occasionnels (en %) | 1,8    | 2,4  | 9,7            |
| Logements vacants (en %)                                | 3,1    | 7,1  | 8,2            |

### Voies de communication et transports

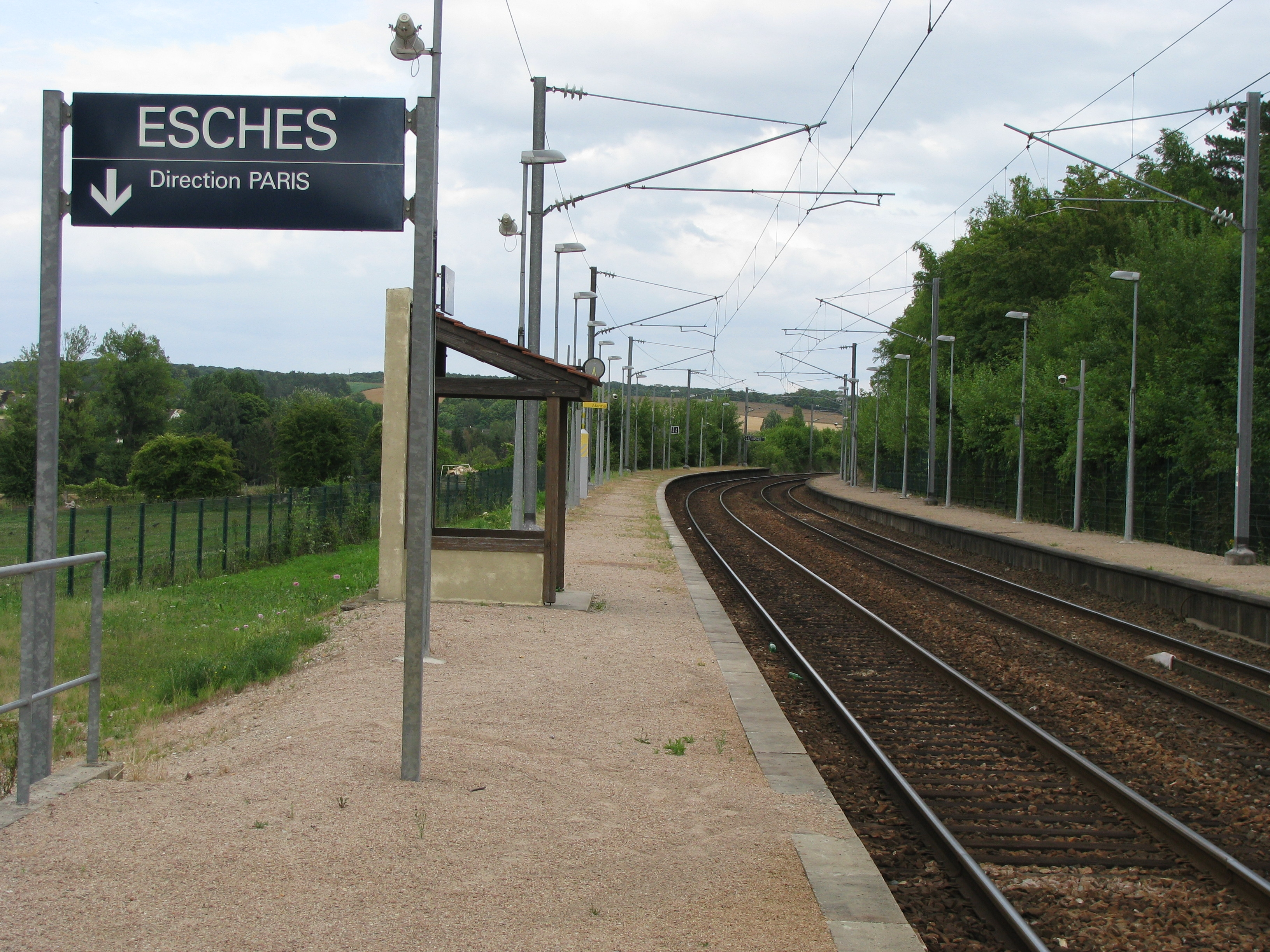
La gare.

La commune dispose de la gare d'Esches, desservie par des trains TER Hauts-de-France qui effectuent des missions entre les gares de Paris-Nord et de Beauvais.
La commune est desservie, en 2023, par les lignes 6110, 6121, 6131, 6132, 6134 et 6138 du réseau interurbain de l'Oise.

## Toponymie
La localité a été désignée comme Leiches, Esche, Hesches , Leche (Haseca)
Du gaulois esca-, -isca « eau ».
On pense , généralement , que le ruisseau l'Esches (première mention sus lesche en 1303) a donné son nom à la localité.

## Histoire

### Antiquité
Des épées, des glaives, des poteries et divers objets ont été trouvées au XVIIIe siècle à Buchy, un lieu-dit de la commune.

### Moyen Âge
Un château fort entouré de douves se trouvait à l'emplacement du château actuel.
Le seigneur avait haute, moyenne et basse justice.

### Temps modernes
Eiches est. des lieux du Beauvaisis imposés comme résidence aux  huguenots chassés de Beauvais vers 1580

### Époque contemporaine
L'énergie motrice de la rivière Esche est utilisée par un moulin pour fabriquer au XIXe et au début du  XXe siècle des boutons ainsi que des objets de tabletterie de nacre.
En 1837, Louis Graves indique que la population du chef-lieu est exclusivement agricole. Celle des hameaux fournit des ouvriers en tabletterie.

Esches au tout début du XXe siècle
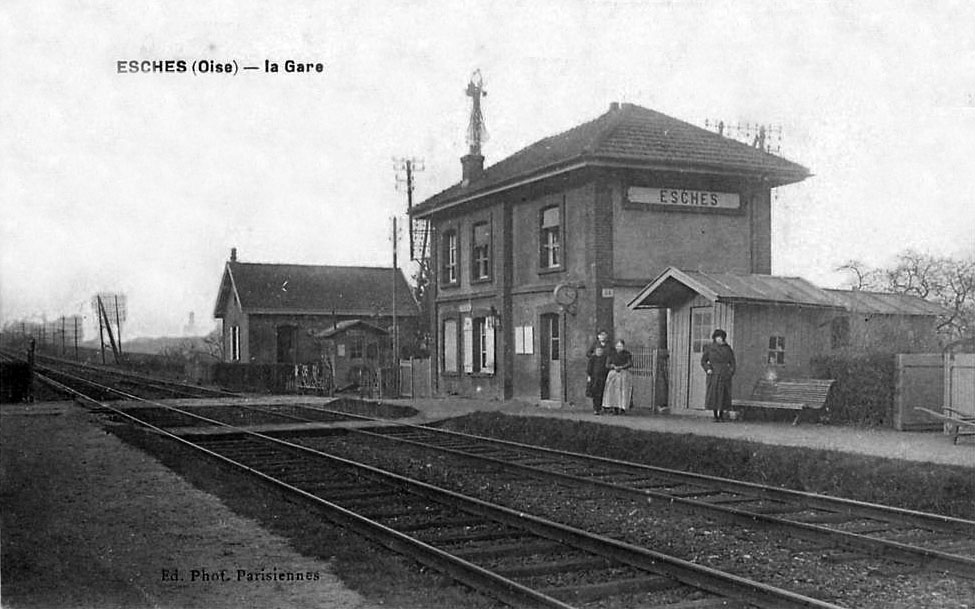
La gare.

## Politique et administration

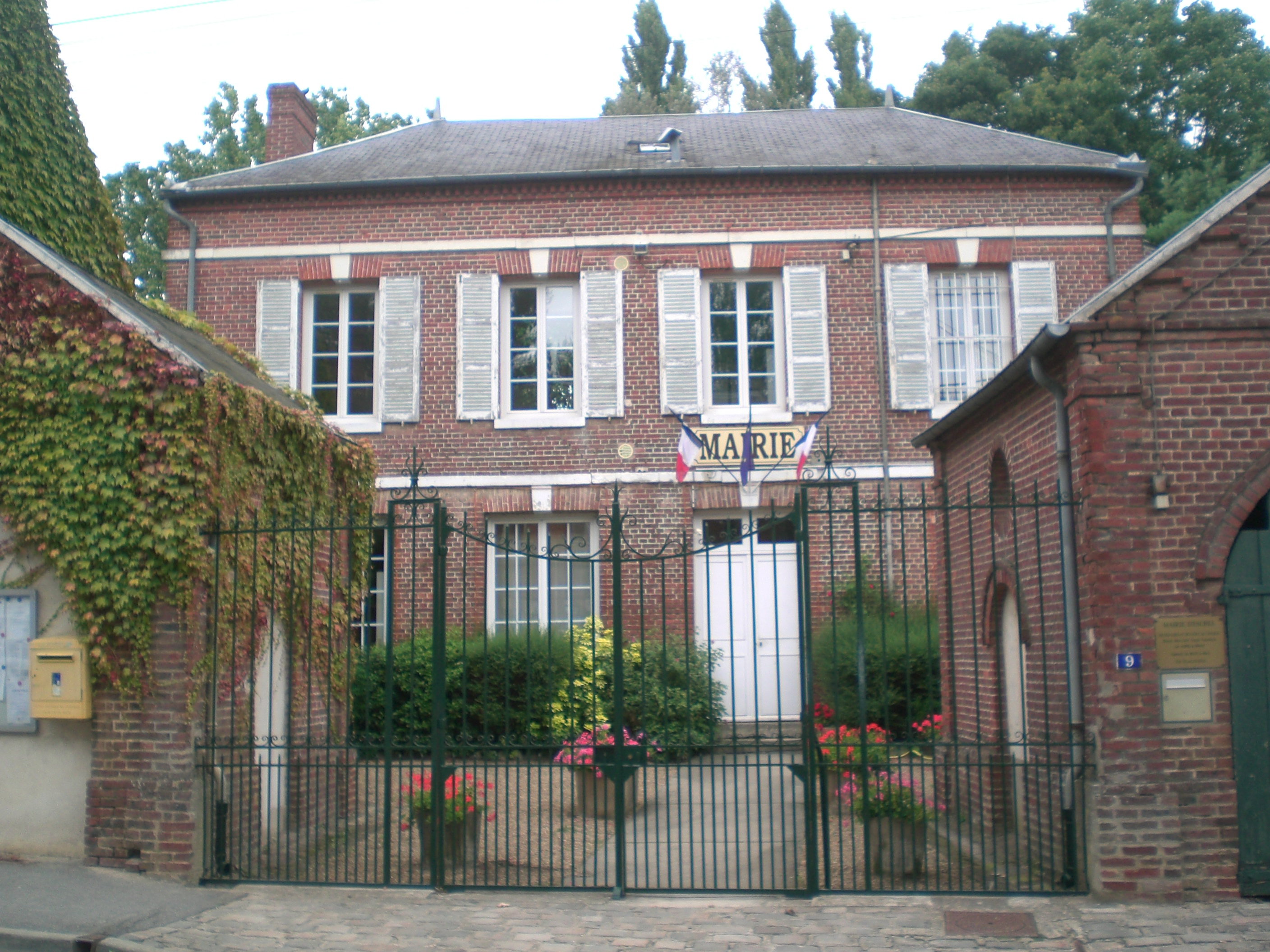
L'ancienne mairie.

### Rattachements administratifs et électoraux
La commune se trouve  dans l'arrondissement de Beauvais du département de l'Oise. Pour l'élection des députés, elle fait partie depuis 1988 de la troisième circonscription de l'Oise.
Elle fait partie depuis 1793 du canton de Méru. Dans le cadre du redécoupage cantonal de 2014 en France, ce canton, dont la commune est toujours membre, est modifié, passant de 20 à 16 communes.

### Intercommunalité
La commune est membre de la communauté de communes des Sablons, créée en 2000 et qui succédait au district des Sablons initialement dédié au développement économique.

### Liste des maires
| Période                                  | Période                       | Identité        | Étiquette | Qualité                                                                                            |
| ---------------------------------------- | ----------------------------- | --------------- | --------- | -------------------------------------------------------------------------------------------------- |
| Les données manquantes sont à compléter. |                               |                 |           | |
| avant 1962                               |                               | Charles Jery    |           | |
| Les données manquantes sont à compléter. |                               |                 |           | |
| avant 1981                               | juin 2000                     | Jean Ranger     | DVG       | Professeur à Sciences politiques Démissionnaire                                                    |
| juin 2000                                | En cours (au 2 décembre 2021) | Denis Vanhoutte |           | Technicien commercial Vice-président de la CC des Sablons (2014 → ) Réélu pour le mandat 2020-2026 |

## Équipements et services publics

### Enseignement
À Esches, il y a deux écoles : l'école du Parc (maternelle) et l'école du Moulin (primaire).

## Démographie
Les habitants d'Esches sont les Eschois.
Évolution démographique
L'évolution du nombre d'habitants est connue à travers les recensements de la population effectués dans la commune depuis 1793. Pour les communes de moins de 10 000 habitants, une enquête de recensement portant sur toute la population est réalisée tous les cinq ans, les populations de référence des années intermédiaires étant quant à elles estimées par interpolation ou extrapolation. Pour la commune, le premier recensement exhaustif entrant dans le cadre du nouveau dispositif a été réalisé en 2004.

En 2022, la commune comptait 1 654 habitants, en évolution de +6,37 % par rapport à 2016 (Oise : +0,87 %, France hors Mayotte : +2,11 %).
| 1793 | 1800 | 1806 | 1821 | 1831 | 1836 | 1841 | 1846 | 1851 |
| ---- | ---- | ---- | ---- | ---- | ---- | ---- | ---- | ---- |
| 240  | 272  | 318  | 352  | 334  | 357  | 335  | 346  | 366  |

| 1856 | 1861 | 1866 | 1872 | 1876 | 1881 | 1886 | 1891 | 1896 |
| ---- | ---- | ---- | ---- | ---- | ---- | ---- | ---- | ---- |
| 335  | 351  | 295  | 316  | 305  | 299  | 295  | 304  | 290  |

| 1901 | 1906 | 1911 | 1921 | 1926 | 1931 | 1936 | 1946 | 1954 |
| ---- | ---- | ---- | ---- | ---- | ---- | ---- | ---- | ---- |
| 311  | 359  | 358  | 301  | 294  | 289  | 274  | 271  | 335  |

| 1962 | 1968 | 1975 | 1982 | 1990 | 1999  | 2004  | 2006  | 2009  |
| ---- | ---- | ---- | ---- | ---- | ----- | ----- | ----- | ----- |
| 447  | 599  | 622  | 599  | 828  | 1 071 | 1 104 | 1 203 | 1 255 |

| 2014  | 2019  | 2022  | - | - | - | - | - | - |
| ----- | ----- | ----- | - | - | - | - | - | - |
| 1 487 | 1 610 | 1 654 | - | - | - | - | - | - |

## Économie
Esches et Méru se partagent le parc d'activités Méressan d'une superficie de 93 hectares[réf. nécessaire].

## Culture locale et monuments

### Lieux et monuments
- L'église Saint-Rémi, rue Nationale, datant du XIIe siècle et située en contrebas d'une ancienne motte castrale, reconstruite en 1789. 
Le chœur de deux travées à chevet date des années 1140 et était initialement voûté d'ogives. Son mur est refait à la fin du XIIe siècle et l'ensemble est pressque totalement repris au XVIe siècle.
La nef est également remaniée; voire reconstruite, à la même époque.
Au XIXe siècle est réalisée la façade en briques et pierres de style néogothique, ainsi que la chapelle au nord de la première travée du chœur
Elle a été restaurée de 2002 à 2007 par l'intercommunalité[31],[32], .
- La chapelle Saint-Hubert à Lalande.
- Le château du XVIIIe siècle construit par le marquis de Hamecourt, et qui est devenu la mairie d'Esches[33].

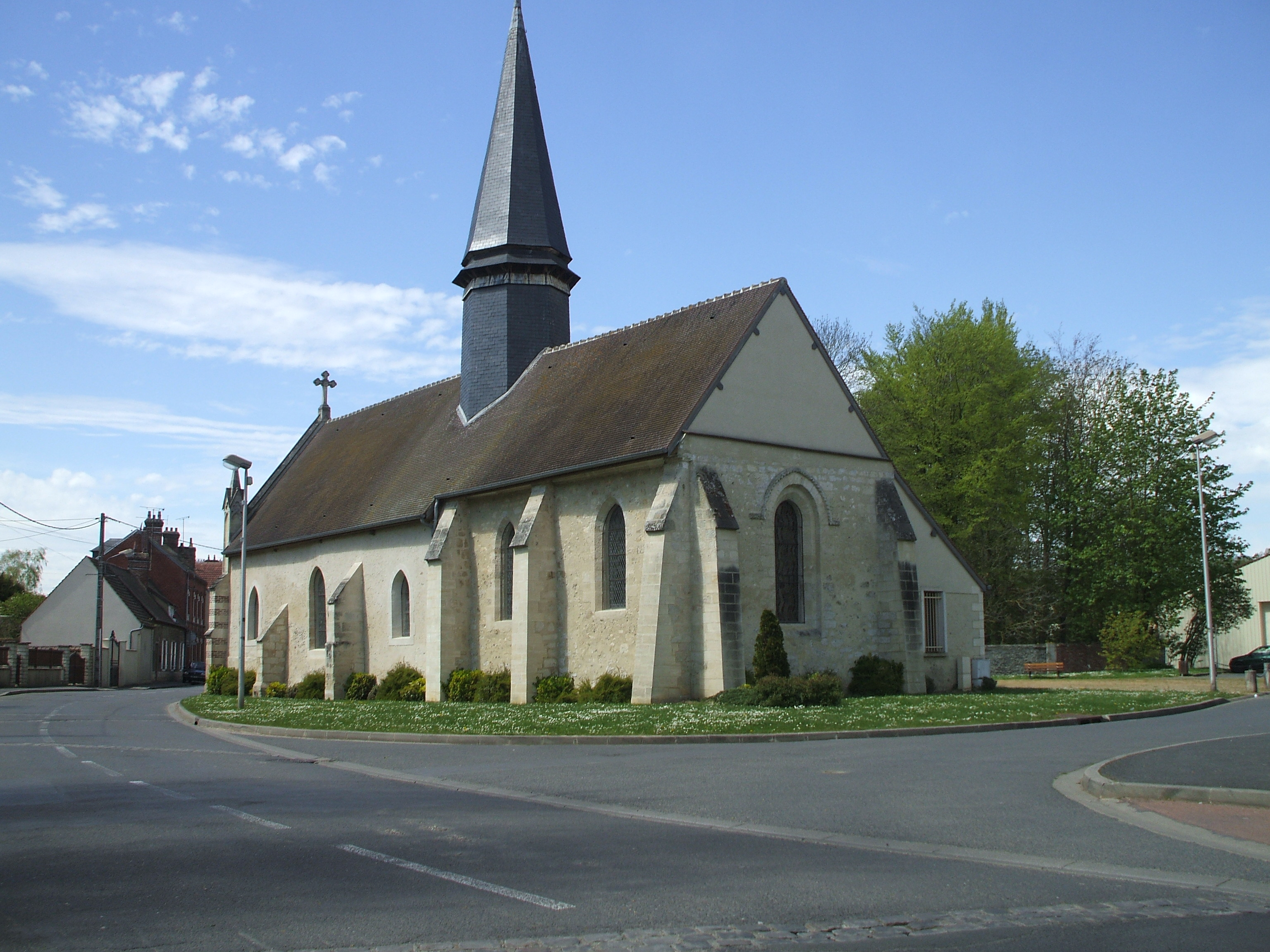
Église Saint-Rémi.
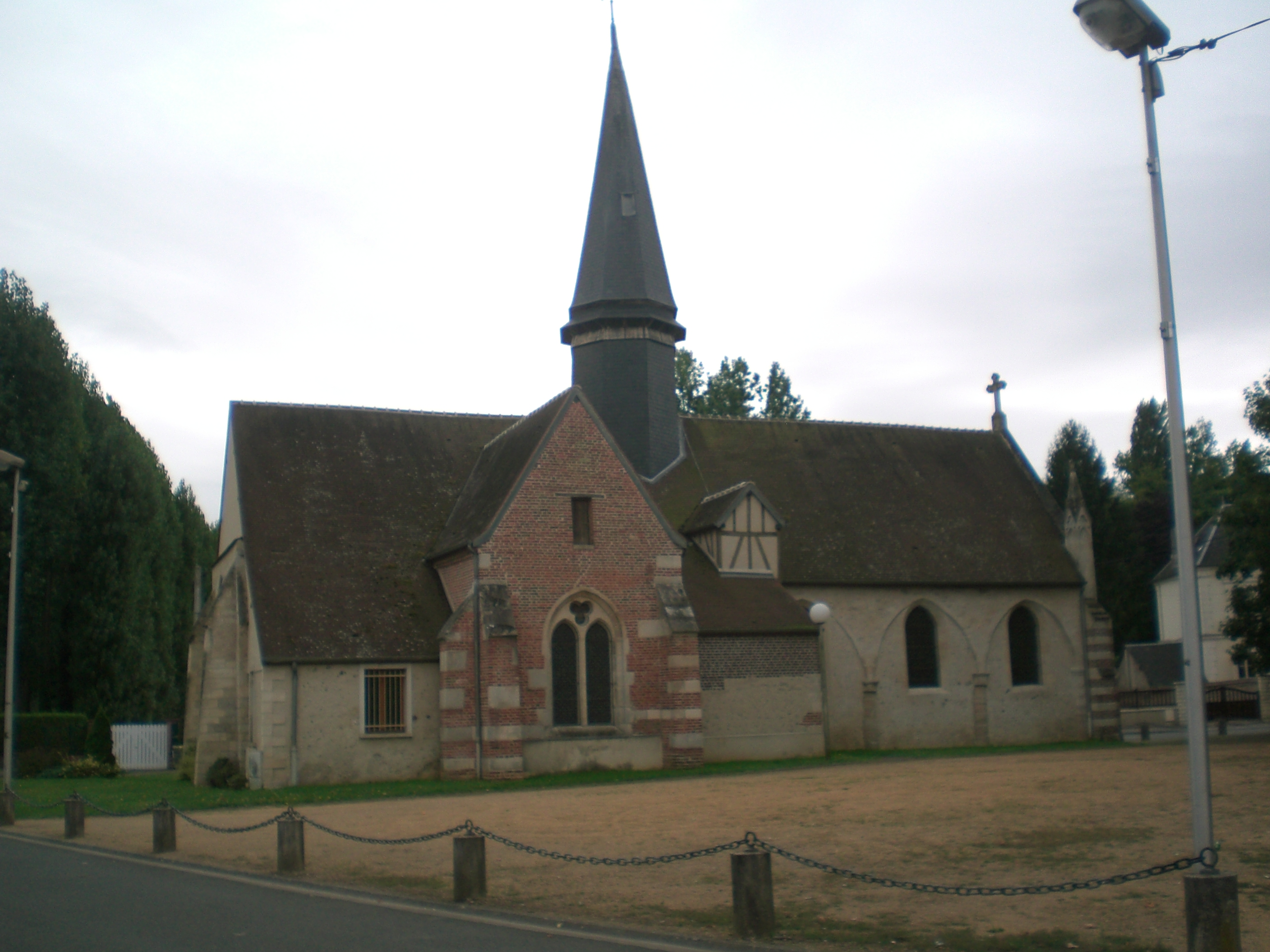
Église Saint-Rémi.
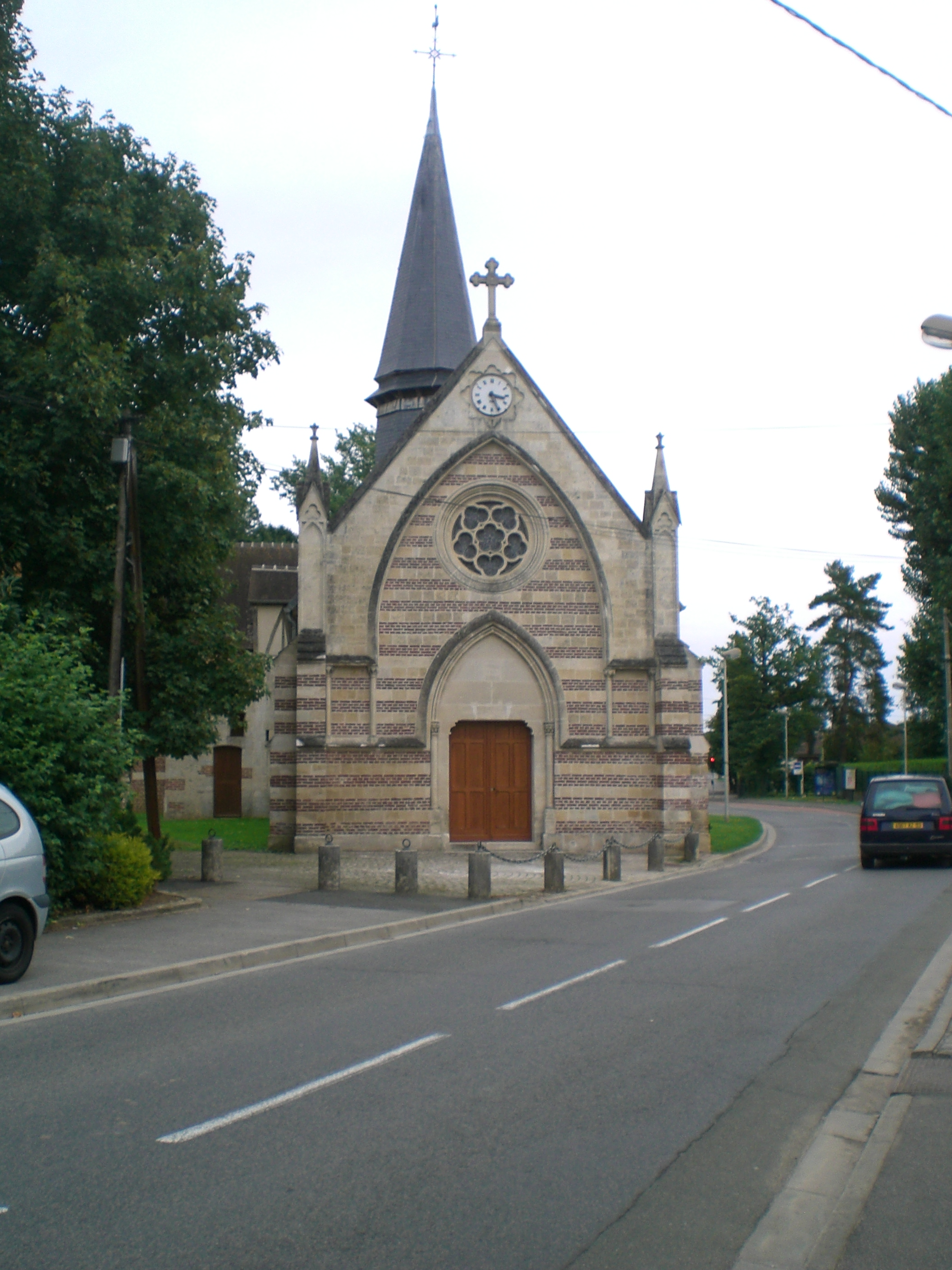
Église Saint-Rémi.
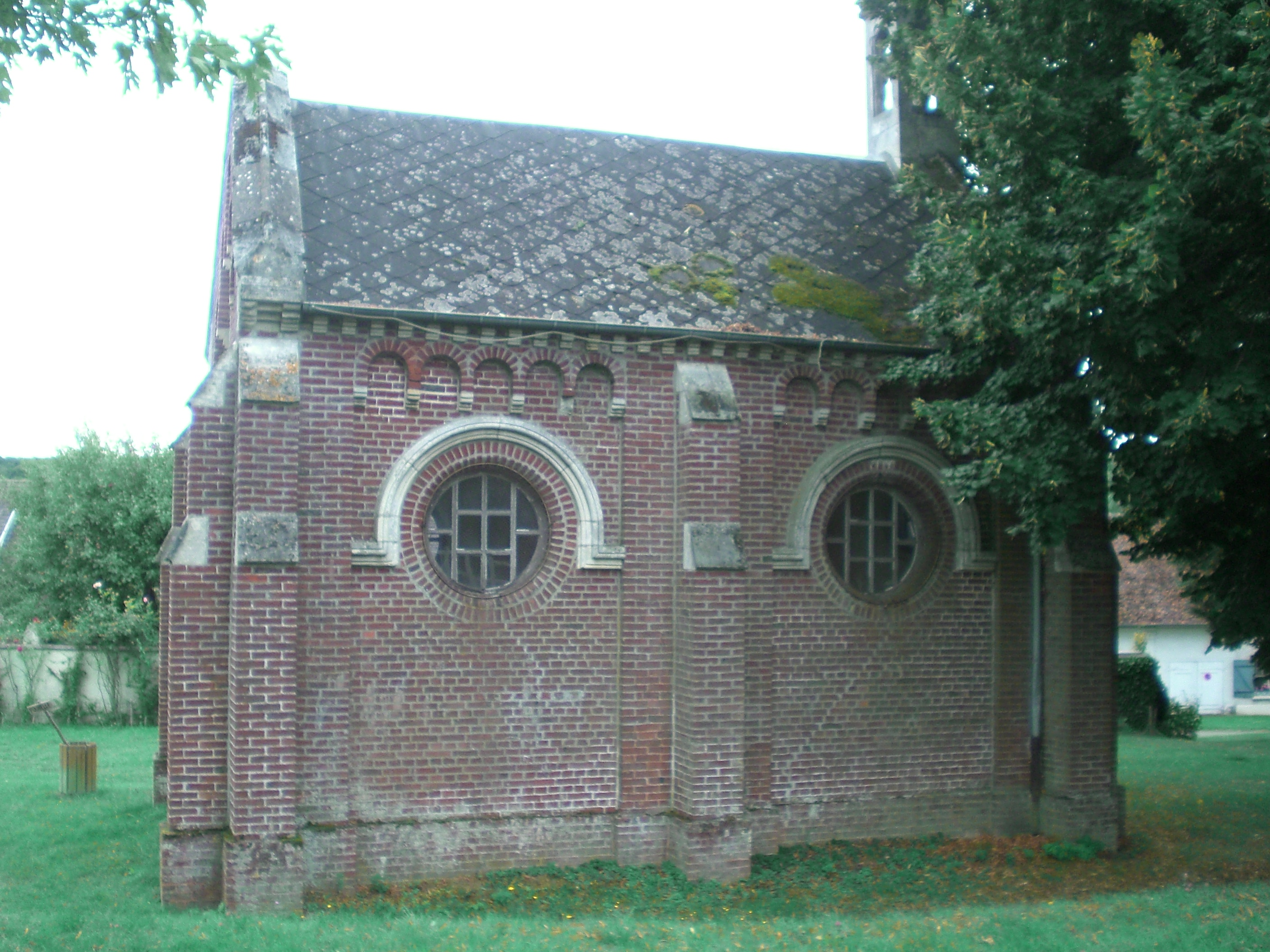
Chapelle Saint-Hubert.
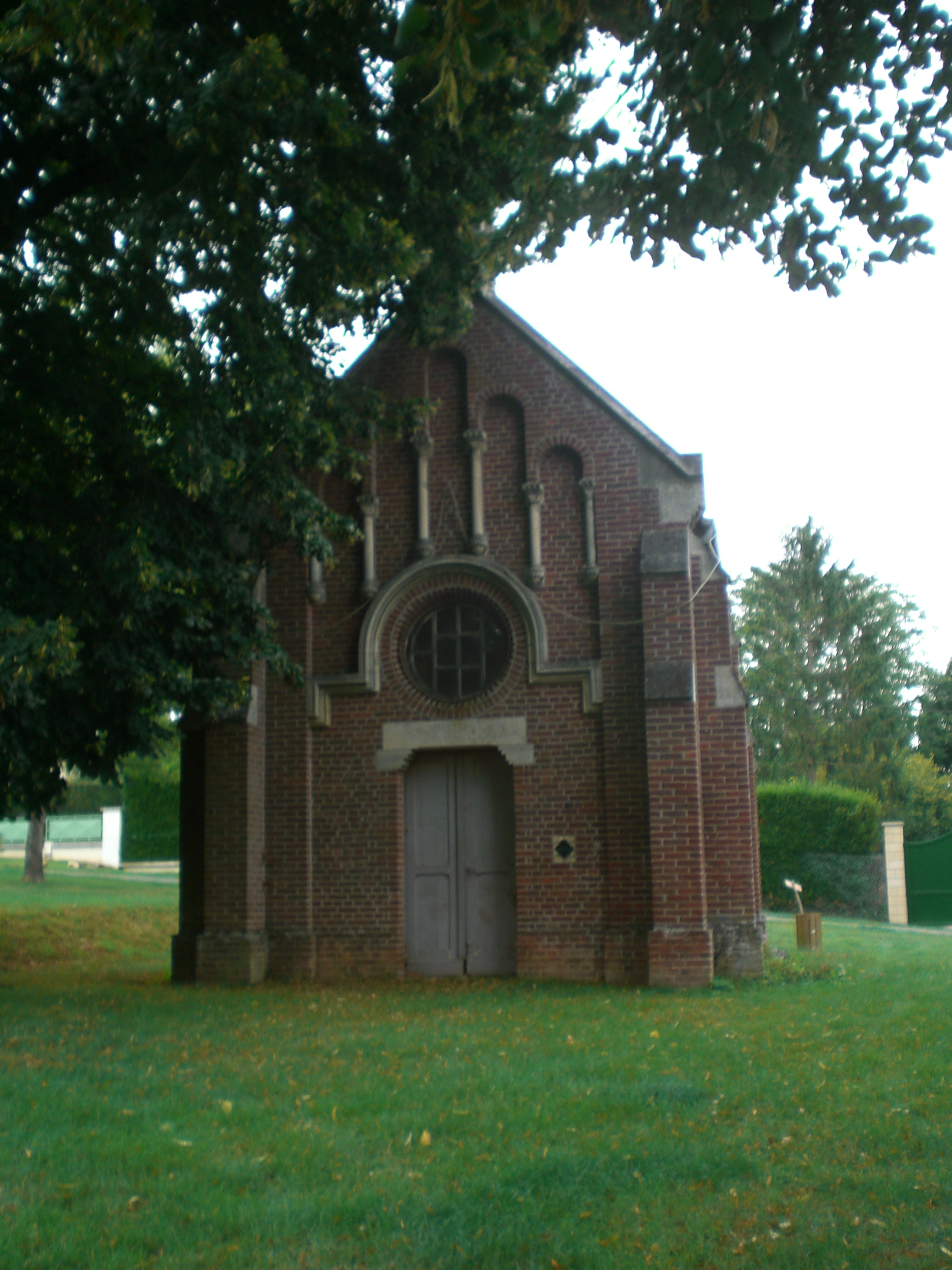
Chapelle Saint-Hubert.
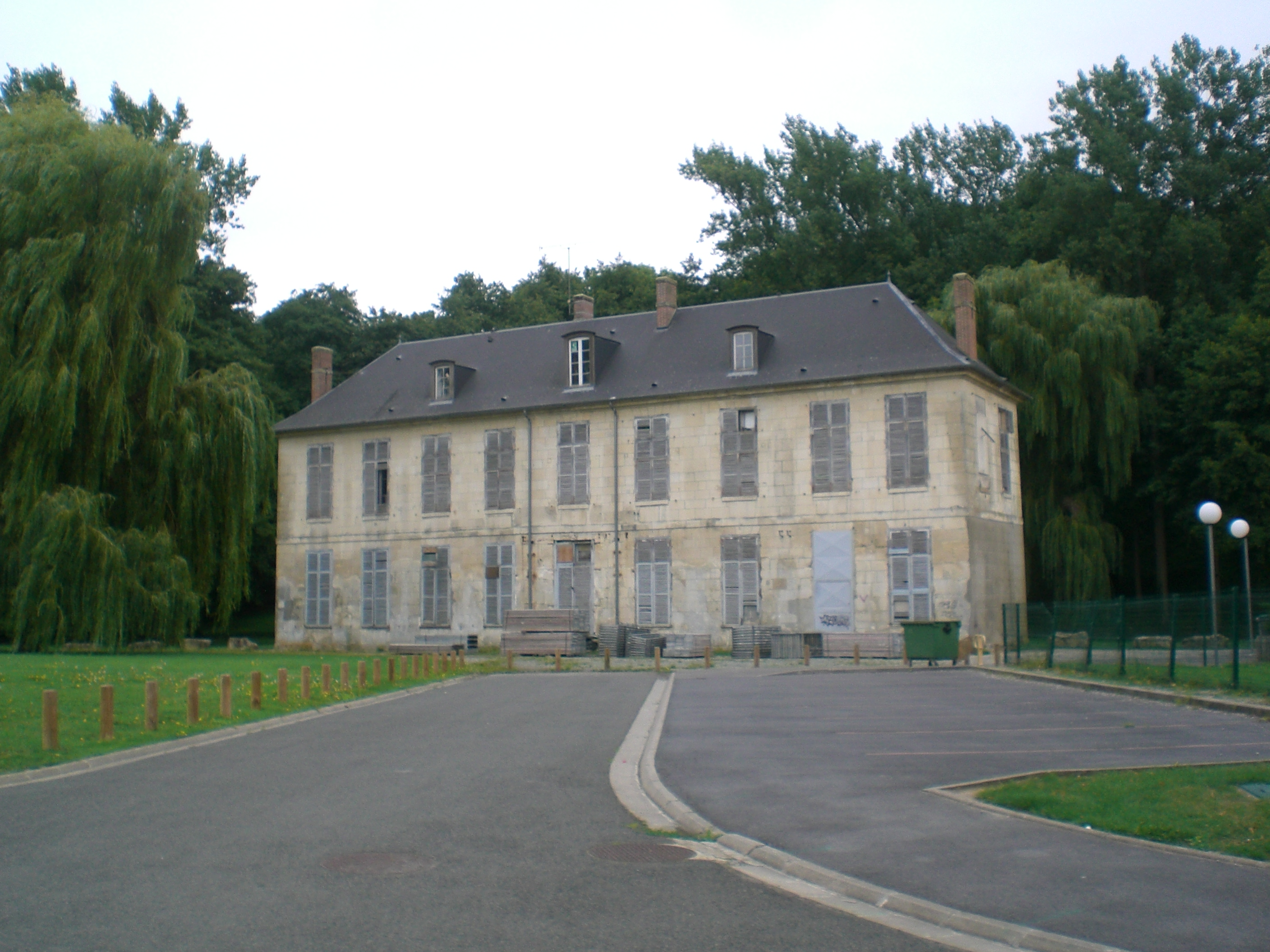
Château d'Esches.

### Personnalités liées à la commune
- Le pionnier de la télévision française Claude Santelli (1923-2001) a habité une trentaine d'années à Esches et y est inhumé[34],[35].